# Attentat d’Ekondo-Titi
L'attentat d'Ekondo-Titi a eu lieu le 2 mars 2022 à Ekondo-Titi dans la région du Sud-Ouest du Cameroun pendant la crise anglophone au Cameroun.

## Contexte
Depuis 2017, des séparatistes armés et l'armée camerounaise s'affrontent dans les régions du Nord-Ouest et du Sud-Ouest du Cameroun, le conflit a fait plus de 6 000 morts et en a déplacé environ un million, selon le centre de réflexion International Crisis Group (ICG). 

## Déroulement
Le 2 mars 2022, les fonctionnaires étaient en tournée de rencontre avec la population d'Ekondo-Titi pour obtenir un soutien contre les rebelles séparatistes, lorsqu'aux alentours de 11h30, un engin explosif improvisé a heurté leur véhicule avant que des combattants séparatistes cachés dans un buisson voisin ont ouvert le feu sur le véhicule tuant les occupants qui s'y trouvaient.

### Victimes
Sept personnes seront tuées, dont le sous-préfet, le maire d'Ekondo-Titi et un responsable local du Rassemblement démocratique du peuple camerounais (RDPC), le parti au pouvoir.

## Suites
L'armée camerounaise a déclaré que des troupes avaient été déployées à Ekondo-Titi peu après l'attaque. L'armée a déclaré que les troupes traqueront et arrêteront ou tueront les combattants si les troupes gouvernementales rencontrent une quelconque résistance de la part des rebelles.

## Revendication et motivation
Lucas Ayaba Cho, chef des Forces de défense de l'Ambazonie s'est présenté sur son compte Twitter, comme étant le commanditaire de l’attentat.

Lors d'un interview avec Voice of America, Capo Daniel, l'un des chefs principaux des Forces de défense de l'Ambazonie explique les motivations de cette attaque : 

« Cette opération fait partie de nos opérations de libération pour mettre fin à l'occupation et à la domination du territoire de l'Ambazonie par le Cameroun. L'officier divisionnaire est chargé de coordonner les opérations militaires du Cameroun et l'occupation du territoire de l'Ambazonie par le Cameroun. Nous continuerons à combattre et à résister à la domination du Cameroun sur l'Ambazonie jusqu'à ce que le dernier militaire camerounais soit expulsé de notre territoire. »